# Adriana Cerezo Iglesias
Adriana Cerezo Iglesias   (Alcalá de Henares, 24 de novembre de 2003) és una esportista espanyola que competeix en taekwondo.

## Trajectòria
Adriana Cerezo va néixer a Alcalá d'Henares en 2003. Va començar a practicar taekwondo amb quatre anys i més vaig trigar va començar a entrenar al Club Hankuk de San Sebastián de los Reyes. En 2019 es va convertir en campiona d'Europa de taekwondo sub-21. Va debutar en la categoria absoluta d'aquest esport a 2020.
L'abril de 2021, va guanyar la medalla d'or en la categoria de -49 kg en el Campionat Europeu de 2021, celebrat a Sofia Un mes després, va participar en el preolímpic celebrat en aquesta mateixa ciutat, obtenint una plaça per participar en la categoria de taekwondo de menys de 49 quilos en els Jocs Olímpics de Tòquio 2020. L'altra convocada per la Comissió Tècnica de la Reial Federació Espanyola de Taekwondo, Cecilia Castro Burgos, no va aconseguir classificar-se per participar en la categoria de menys de 67 quilos.
El juliol de 2021, va aconseguir la medalla de plata en la categoria de -49 kg enfront de la tailandesa Panipak Wongpattanakit, després d'haver vençut en fases anteriors a la sèrbia Tijana Bogdanovic, a la xinesa Wu Jingyu i la turca Ruyike Yildrim.
D'aquesta manera, Cerezo va aconseguir la tercera medalla consecutiva en uns Jocs Olímpics d'Espanya en taekwondo femení, després de la plata que Brigitte Yagüe va aconseguir a Londres 2012 i la d'Eva Calvo Gómez a Rio 2016.

## Palmarès internacional
| Jocs Olímpics     | Jocs Olímpics     | Jocs Olímpics | Jocs Olímpics |
| Any               | Lloc              | Medalla       | Categoria     |
| ----------------- | ----------------- | ------------- | ------------- |
| 2021              | Tòquio ( Japó)    | 2             | –49 kg        |
| Campionat Europeu |                   |               |               |
| Any               | Lloc              | Medalla       | Categoria     |
| 2021              | Sofia ( Bulgària) | 1             | –49 kg        |